# Liste von Schiffen mit dem Namen Vineta
Vineta ist ein mehrfach genutzter Schiffsname. Er geht auf die sagenhafte Stadt Vineta zurück. Diese soll eine Handelsstadt der Wenden gewesen sein und an der Ostseeküste gelegen haben. Sowohl die tatsächliche Existenz als auch die mögliche Lage der Stadt sind unklar.

## Schiffsliste
| Bezeichnung | Schiffsart          | Klasse / Typ           | Baujahr | Bauwerft                                             | Eigner                                            | Dienstzeit                      | Verbleib                                                | Bild |
| ----------- | ------------------- | ---------------------- | ------- | ---------------------------------------------------- | ------------------------------------------------- | ------------------------------- | ------------------------------------------------------- | ---- |
| Vineta      | Gedeckte Korvette   | Arcona-Klasse          | 1863    | Königliche Werft, Danzig                             | Preußische / Kaiserliche Marine                   | 1864–1884                       | 1897 abgewrackt                                         |      |
| Vineta      | Großer Kreuzer      | Victoria Louise-Klasse | 1897    | Kaiserliche Werft, Danzig                            | Kaiserliche Marine                                | 1899–1915                       | 1920 abgewrackt                                         |      |
| Vineta      | Hilfskreuzer        |                        | 1914    | Blohm & Voss, Hamburg                                | Kaiserliche Marine                                | 1915                            | Ab 1921 als Passagierschiff eingesetzt, 1935 abgewrackt |      |
| Vineta      | Hilfskreuzer        |                        | 1914    | Joh. C. Tecklenborg, Geestemünde                     | Kaiserliche Marine                                | 12. Juni 1916 bis 24. Aug. 1916 | Am 7. April 1945 versenkt                               |      |
| Vineta      | Minensuchboot       | Ariadne-Klasse         | 1960    | Kröger-Werft, Schacht-Audorf                         | Bundesmarine                                      | 1962–1991                       | nach Verkauf 1995 zur Motoryacht umgebaut               |      |
| Vineta      | Tagesausflugsschiff |                        | 1962    | Kölner Werft GmbH & Co. Schiffbau KG, E. Berninghaus | Vetter Touristik, Zörbig                          |                                 | in Fahrt                                                |      |
| Vineta      | Motoryacht          |                        | 1974    | VEB Yachtwerft Berlin, Köpenick                      | Ministerrat der Deutschen Demokratischen Republik | 1952–1990                       | in Fahrt                                                |      |
| Vineta      | Motorbarkasse       |                        | 1992    | Husumer Schiffswerft                                 | Friedrichstädter Grachtenfahrt                    |                                 | in Fahrt                                                |      |
| Vineta      | Regattayacht        |                        | 2004    | Marten Yachts, Auckland/Neuseeland                   | Felix Scheder-Bieschin                            |                                 | in Fahrt                                                |      |